# Ranking da CBF (2003-2012)
Ranking da CBF 2003-2012 foi um sistema de classificação dos clubes de futebol brasileiros instituído pela Confederação Brasileira de Futebol em dezembro de 2003  e substituído por um novo ranking em novembro de 2012 .

## Pressupostos
Ao instituir seu ranking histórico do futebol brasileiro, a CBF partiu dos seguintes pressupostos:
- Considerar apenas as competições nacionais organizadas pela própria CBF;
- Dar pontos para todos os clubes que participam das competições de cada ano;
- Dar mais pontos para as equipes melhor colocadas nas competições mais importantes.

## Critério de pontuação
A partir daí, criou-se um "critério de pontuação" (até 2009 chamado "convenção de pontos") que funcionava da seguinte maneira  :

### Campeonato Brasileiro Série A
A cada ano, eram conferidos 60 pontos ao Campeão Brasileiro e, de forma aritmética, pontuações cada vez menores para os demais competidores: 59 para o vice-campeão, 58 para o 3.º lugar, etc., até o 20.º lugar, que recebia 41 pontos; a partir do 21.º lugar, havia um "degrau", e todos os clubes recebiam os mesmos 4 pontos, independentemente do número de competidores no Campeonato daquele ano.

### Campeonatos Brasileiros Séries B, C e D
O mesmo valia para a Série B: o 1.º lugar recebia 40 pontos, o 2.º lugar recebia 39 pontos, etc, até o 20.º lugar, que fazia jus a 21 pontos; a partir do 21.º lugar, apenas 2 pontos para cada equipe.
Na Série C, o 1.º lugar fazia 20 pontos, o 2.º fazia 19 pontos, etc, e do 20.º lugar em diante todos os clubes faziam 1 ponto.
Porém, a partir de 2009, com a criação da Série D, a CBF alterou os critérios de pontuação da Série C. Pelos novos critérios, os clubes classificados a partir do 10.º lugar na Série C passaram a receber apenas 1 ponto.
Na Série D, o 1.º lugar fazia 10 pontos, o 2.º fazia 9 pontos, até o 10.º lugar, que juntamente com todos os demais clubes fazia 1 ponto.

### Copa do Brasil
Por outro lado, a Copa do Brasil dava 30 pontos ao seu vencedor e pontuações cada vez menores aos demais concorrentes, mas de forma geométrica: 20 pontos para o 2º lugar, 10 pontos para os semifinalistas, 5 para os que chegam às quartas de finais, 3 para os eliminados nas oitavas, 2 para os clubes da segunda fase e 1 para os da primeira fase.

### Taça Brasil e Torneio Roberto Gomes Pedrosa
Com a unificação dos títulos da Taça do Brasil (1959-68) e do Torneio Roberto Gomes Pedrosa  (1967-70), reconhecidos pela CBF, em dezembro de 2010, como equivalentes aos dos campeonatos brasileiros a partir de 1971, a contagem de pontos do RNC teve que ser modificada . No entanto, por decisão da CBF, apenas os campeões e vice-campeões daquelas competições tiveram pontos retrospectivamente computados no ranking. Cada campeão recebeu 60 pontos e cada vice, 59 pontos. Os demais clubes, do 3.º lugar em diante, não receberam nenhum ponto.

## Críticas
Desde que foi instituído, o Ranking da CBF sofreu críticas em diversos artigos e publicações sobre futebol brasileiro. As principais e mais fundamentadas críticas diziam respeito a:
1. A diferença na contagem de pontos (aritmética num caso e geométrica no outro) fazia com que o título da Copa do Brasil tivesse, na prática, um valor muito maior que o título do Campeonato Brasileiro ;
2. O "degrau do 21.º lugar", arbitrariamente aplicado a campeonatos que tiveram números de competidores muito desiguais, desequilibrava toda a pontuação, em alguns casos chegando a "premiar" o rebaixamento .
A questão da diferença de contagem entre as duas competições se explica da seguinte forma: num ranking deste tipo, em que todos os clubes participantes são pontuados todo ano, o que importa não é o número absoluto conferido ao vencedor do título, mas a vantagem que ele obtém sobre os seus adversários por tê-lo conquistado.
Dentro dos critérios do Ranking CBF 2003-2012, o Campeão Brasileiro do ano ganhava 60 pontos, mas o vice-campeão ganhava 59 - portanto, o Campeão tinha apenas 1 ponto de vantagem sobre o adversário mais próximo; na Copa do Brasil, em que a pontuação era geométrica, o campeão obtinha 30 pontos, mas o vice ficava com apenas 20 - 10 pontos a menos que o vencedor. É fácil concluir: na prática, o ranking da CBF dava 10 vezes mais vantagem para quem ganhasse a Copa do Brasil do que para o Campeão Brasileiro do ano.
Por exemplo: se um time A ganhasse 9 vezes seguidas o Campeonato e no décimo ano fosse vice da Copa, enquanto o time B ficasse de vice no Campeonato por 9 vezes e depois vencesse a Copa, a pontuação da década seria a seguinte:
- Time A: 9 x 60 = 540; + 20 = 560 pontos
- Time B: 9 x 59 = 531; + 30 = 561 pontos

Ou seja: com essa forma de pontuação, era melhor ganhar 1 vez a Copa do que ganhar 9 vezes o Campeonato.
Este tipo de distorção fez com que alguns comentaristas concluíssem que o Ranking da CBF "não reflete a realidade do futebol brasileiro" , sugerissem alterações "para tornar os critérios mais justos"  ou "para que a pontuação seja mais coerente e equilibrada" , e mesmo anunciassem que ele seria modificado porque "a própria CBF já percebeu que há problemas" .
Os erros lógicos apontados por vários jornalistas esportivos, e resumidos acima, provocaram diferentes tipos de distorções na contagem de pontos. Alguns exemplos mais citados:
1.º exemplo
O Internacional foi Bicampeão Brasileiro em 1975  -76  mas, em 1977, acabou no 25.º lugar. (O Campeonato de 77 teve 62 clubes e o aproveitamento do Inter naquele certame foi de 61,5% - superior, por exemplo, ao do terceiro colocado em 2005.)
Neste mesmo período de 3 anos, o Vasco teve colocações abaixo da média do Inter: 20.º lugar em 1975, 12.º em 1976 e de novo 12.º em 1977, sem nunca baixar do 20.º lugar.
Resultado: entre 1975-77, o Inter fez 124 pontos e o Vasco, 139.
Ou seja: num período de 3 anos, o clube que foi bicampeão teve, no ranking da CBF, 15 pontos a menos do que um clube que não passou do 12.º lugar.
2.º exemplo
Em 1991 o São Paulo foi campeão brasileiro e não disputou a Copa do Brasil, fazendo 60 pontos, o máximo que poderia ter feito naquele ano; o Grêmio foi vice da Copa e 19.º no brasileiro. Apesar de rebaixado, fez ao todo 62 pontos.
Ou seja: o Campeão Brasileiro teve menos pontos que um time rebaixado no mesmo ano, apenas porque este foi vice-campeão da Copa.
3.º exemplo
Em 1993, o Palmeiras foi campeão brasileiro e chegou às quartas de final da Copa do Brasil - fez 65 pontos.
No mesmo ano, o Cruzeiro venceu a Copa do Brasil e foi apenas 15.º no Brasileiro - fez 76 pontos.
4.º exemplo
Entre 2006 e 2008, o São Paulo foi tri-campeão brasileiro. Como esteve sempre disputando a Libertadores, não pôde participar da Copa do Brasil nestes três anos. Fez, portanto, o número máximo de pontos que poderia fazer: 180 pontos em 3 anos. Mas o São Paulo foi apenas o quarto clube no ranking da CBF no mesmo período.
O Flamengo (vencedor da Copa do Brasil 2006) fez 194 pontos nestes 3 anos, em que foi 11.º, 3.º e 5.º colocado no Campeonato Brasileiro. Entre 2006 e 2008, o Flamengo fez 14 pontos a mais que o São Paulo.
O Fluminense (vencedor da Copa 2007 e semifinalista em 2006) fez 190 pontos, mesmo tendo ficado em 15.º, 4.º e 14.º nos Campeonatos Brasileiros do período. Fez, portanto, 10 pontos a mais que o São Paulo.
E o Vasco (vice da Copa 2006 e semifinalista em 2008) fez 181 pontos. Apesar de ter ficado em 6.º, 10.º e 18.º (e rebaixado) no Campeonato Brasileiro, fez 1 ponto a mais que o tri-campeão.